# 360 km Brna 1988
360 km Brna 1988 je bila šesta dirka Svetovnega prvenstva športnih dirkalnikov v sezoni 1988. Odvijala se je 10. julija 1988 na dirkališču Brno.

## Rezultati
| Poz    | Razred | Št  | Moštvo                      | Dirkači                             | Šasija                             | Gume | Krogi |
| Poz    | Razred | Št  | Moštvo                      | Dirkači                             | Motor                              | Gume | Krogi |
| ------ | ------ | --- | --------------------------- | ----------------------------------- | ---------------------------------- | ---- | ----- |
| 1      | C1     | 62  | Team Sauber Mercedes        | Jochen Mass Jean-Louis Schlesser    | Sauber C9                          | M    | 67    |
| 1      | C1     | 62  | Team Sauber Mercedes        | Jochen Mass Jean-Louis Schlesser    | Mercedes-Benz M117 5.0L Turbo V8   | M    | 67    |
| 2      | C1     | 1   | Silk Cut Jaguar             | Martin Brundle John Nielsen         | Jaguar XJR-9                       | D    | 67    |
| 2      | C1     | 1   | Silk Cut Jaguar             | Martin Brundle John Nielsen         | Jaguar 7.0L V12                    | D    | 67    |
| 3      | C1     | 2   | Silk Cut Jaguar             | Jan Lammers Johnny Dumfries         | Jaguar XJR-9                       | D    | 67    |
| 3      | C1     | 2   | Silk Cut Jaguar             | Jan Lammers Johnny Dumfries         | Jaguar 7.0L V12                    | D    | 67    |
| 4      | C1     | 61  | Team Sauber Mercedes        | James Weaver Mauro Baldi            | Sauber C9                          | M    | 67    |
| 4      | C1     | 61  | Team Sauber Mercedes        | James Weaver Mauro Baldi            | Mercedes-Benz M117 5.0L Turbo V8   | M    | 67    |
| 5      | C1     | 7   | Blaupunkt Joest Racing      | »John Winter« Bob Wollek            | Porsche 962C                       | G    | 66    |
| 5      | C1     | 7   | Blaupunkt Joest Racing      | »John Winter« Bob Wollek            | Porsche Type-935 3.0L Turbo Flat-6 | G    | 66    |
| 6      | C1     | 8   | Blaupunkt Joest Racing      | Jürgen Barth Franz Konrad           | Porsche 962C                       | G    | 65    |
| 6      | C1     | 8   | Blaupunkt Joest Racing      | Jürgen Barth Franz Konrad           | Porsche Type-935 3.0L Turbo Flat-6 | G    | 65    |
| 7      | C2     | 111 | Spice Engineering           | Ray Bellm Gordon Spice              | Spice SE88C                        | G    | 65    |
| 7      | C2     | 111 | Spice Engineering           | Ray Bellm Gordon Spice              | Ford Cosworth DFL 3.3L V8          | G    | 65    |
| 8      | C2     | 103 | BP Spice Engineering        | Almo Coppelli Thorkild Thyrring     | Spice SE88C                        | G    | 64    |
| 8      | C2     | 103 | BP Spice Engineering        | Almo Coppelli Thorkild Thyrring     | Ford Cosworth DFL 3.3L V8          | G    | 64    |
| 9      | C1     | 40  | Swiss Team Salamin          | Antoine Salamin Luigi Taverna       | Porsche 962C                       | G    | 63    |
| 9      | C1     | 40  | Swiss Team Salamin          | Antoine Salamin Luigi Taverna       | Porsche Type-935 3.0L Turbo Flat-6 | G    | 63    |
| 10     | C2     | 127 | Chamberlain Engineering     | Paul Sott Nick Adams                | Spice SE86C                        | A    | 60    |
| 10     | C2     | 127 | Chamberlain Engineering     | Paul Sott Nick Adams                | Hart 418T 1.8L Turbo I4            | A    | 60    |
| 11     | C2     | 106 | Kelmar Racing               | Vito Veninata Pasquale Barberio     | Tiga GC288                         | A    | 60    |
| 11     | C2     | 106 | Kelmar Racing               | Vito Veninata Pasquale Barberio     | Ford Cosworth DFL 3.3L V8          | A    | 60    |
| 12     | C2     | 198 | Roy Baker Racing            | Lon Bender Mike Kimpton             | Tiga GC286                         | G    | 56    |
| 12     | C2     | 198 | Roy Baker Racing            | Lon Bender Mike Kimpton             | Ford Cosworth DFL 3.3L V8          | G    | 56    |
| 13 DSQ | C2     | 107 | Chamberlain Engineering     | Claude Ballot-Léna Jean-Louis Ricci | Spice SE88C                        | A    | 62    |
| 13 DSQ | C2     | 107 | Chamberlain Engineering     | Claude Ballot-Léna Jean-Louis Ricci | Ford Cosworth DFL 3.3L V8          | A    | 62    |
| 14 DNF | C2     | 121 | GP Motorsport               | Evan Clements Costas Los            | Spice SE87C                        | G    | 62    |
| 14 DNF | C2     | 121 | GP Motorsport               | Evan Clements Costas Los            | Ford Cosworth DFL 3.3L V8          | G    | 62    |
| 15 DNF | C2     | 177 | Automobiles Louis Descartes | Louis Descartes Gérard Tremblay     | ALD C2                             | A    | 32    |
| 15 DNF | C2     | 177 | Automobiles Louis Descartes | Louis Descartes Gérard Tremblay     | BMW M80 3.5L I6                    | A    | 32    |
| 16 DNF | C2     | 24  | Dollop Racing               | Paolo Giangrossi Jean-Pierre Frey   | Lancia LC2                         | D    | 19    |
| 16 DNF | C2     | 24  | Dollop Racing               | Paolo Giangrossi Jean-Pierre Frey   | Ferrari 308C 3.0L Turbo V8         | D    | 19    |
| 17 DNF | C2     | 109 | Kelmar Racing               | Ranieri Randaccio Maurizio Gellini  | Tiga GC288                         | A    | 12    |
| 17 DNF | C2     | 109 | Kelmar Racing               | Ranieri Randaccio Maurizio Gellini  | Ford Cosworth DFL 3.3L V8          | A    | 12    |

## Statistika
- Najboljši štartni položaj - #61 Team Sauber Mercedes - 1:46.440
- Najhitrejši krog - #61 Team Sauber Mercedes - 1:49.770
- Povprečna hitrost - 171.175 km/h